# Fili-Davydkovo
Fili-Davydkovo (Муниципальный округ Фили-Давыдково) est un district municipal de Moscou situé dans le district administratif ouest de la ville. 
Il intègre sur son territoire les villages ou fractions de villages tels que : Fili ou Kountsevo.

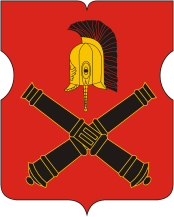
Armes du district
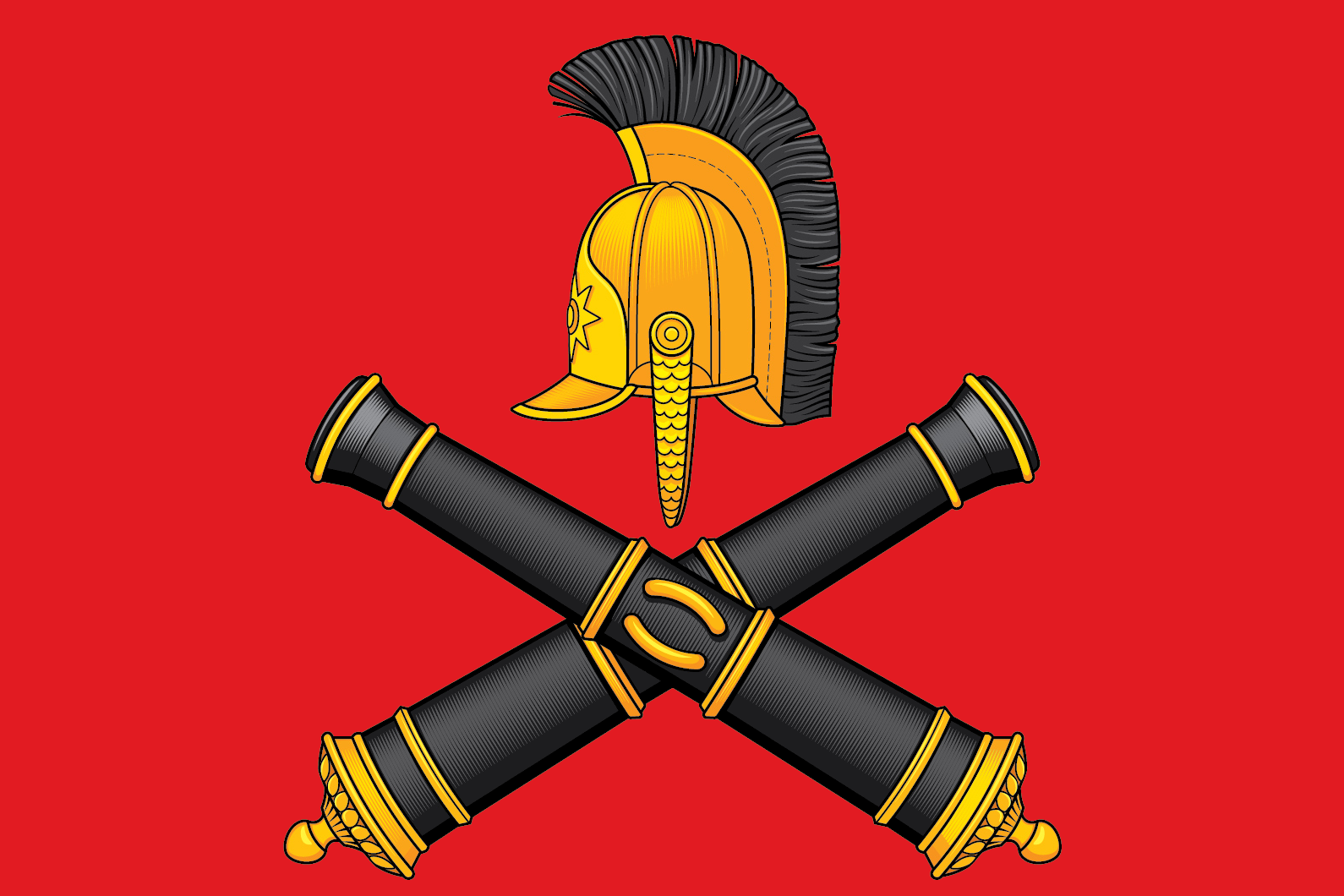
Drapeau du district